# Norra Tvåbudtjärnen
Norra Tvåbudtjärnen är en sjö i Vansbro kommun i Dalarna och ingår i Dalälvens huvudavrinningsområde.